# CCN Cycling Team/Saison 2013
Dieser Artikel listet Erfolge und Fahrer des Radsportteams CCN Cycling Team in der Saison 2013 auf.

## Erfolge in der UCI Asia Tour
Bei den Rennen der UCI Asia Tour im Jahr 2013 gelangen dem Team nachstehende Erfolg.
| Datum     | Rennen                                          | Kat. | Sieger          |
| --------- | ----------------------------------------------- | ---- | --------------- |
| 6. April  | 6. Etappe Tour of Thailand                      | 2.2  | Lee Ki-suk      |
| 13. April | 1. Etappe Le Tour de Filipinas                  | 2.2  | Lee Ki-suk      |
| 21. April | Melaka Governor’s Cup                           | 1.2  | Lex Nederlof    |
| 12. Mai   | Bruneiische Meisterschaft – Straßenrennen       | CN   | Azmi Abd Hadzid |
| 12. Mai   | Bruneiische Meisterschaft – Straßenrennen (U23) | CN   | Azmi Abd Hadzid |

## Abgänge – Zugänge
| Zugänge                                    | Team 2012                          | Abgänge                   | Team 2013                    |
| ------------------------------------------ | ---------------------------------- | ------------------------- | ---------------------------- |
| Daniel Abraham                             | Marco Polo Cycling Donckers Koffie | John Bohn Ebsen           | Synergy Baku Cycling Project |
| Sven De Weerdt                             | Marco Polo Cycling Donckers Koffie | Muhammad I'maadi Abd Aziz | Unbekannt                    |
| Yin Chih Wang                              | Giant Kenda Cycling Team (2011)    | Ahmad Nurhaziq Ajab       | Unbekannt                    |
| Hari Fitrianto                             | Polygon Sweet Nice (2010)          | Darren Benson             | Unbekannt                    |
| Caleb Jones                                | Neoprofi                           | Ahmad Rifa'ie Johor       | Unbekannt                    |
| Lee Ki-suk                                 | Neoprofi                           | Timo Scholz               | Unbekannt                    |
| Muhammad Syazwi Azhar Muhammad Hairolrani  | Neoprofi                           | Sean Smith                | Unbekannt                    |
| Shu Ming Liu (ab 20. August)               | Neoprofi                           |                           |                              |
| Muhammad Raihaan Abd Aziz (ab 1. November) | CCN Cycling Team                   |                           |                              |

## Mannschaft
| Name                                      | Geburtstag         | Nationalität           |
| ----------------------------------------- | ------------------ | ---------------------- |
| Muhammad Raihaan Abd Aziz                 | 11. April 1988     | Brunei                 |
| Azmi Abd Hadzid                           | 12. September 1991 | Brunei                 |
| Daniel Abraham                            | 11. Februar 1985   | Eritrea                |
| Mohammad Nurhaimin Awang                  | 9. August 1989     | Brunei                 |
| Fito Bakdo Prilanji                       | 5. April 1991      | Indonesien             |
| Sven De Weerdt                            | 29. März 1978      | Belgien                |
| Hari Fitrianto                            | 20. Juni 1985      | Indonesien             |
| Rob Gitelis                               | 23. Oktober 1967   | Vereinigte Staaten     |
| Caleb Jones                               | 25. September 1988 | Australien             |
| Mohamad Azizi Kamal                       | 5. März 1988       | Brunei                 |
| Lee Ki-suk                                | 28. September 1988 | Südkorea               |
| Shu Ming Liu                              | 22. Oktober 1986   | Chinesisch Taipeh      |
| Abdul Hatiz Surawadi Md Tamin             | 1. September 1991  | Brunei                 |
| Muhammad Syazwi Azhar Muhammad Hairolrani | 19. September 1992 | Brunei                 |
| Lex Nederlof                              | 10. Juni 1966      | Niederlande            |
| Lee Rodgers                               | 16. Mai 1972       | Vereinigtes Königreich |
| Yin Chih Wang                             | 21. Oktober 1988   | Chinesisch Taipeh      |